# Ильмовский сельский совет (Городнянский район)
Ильмовский сельский совет (укр. Ільмівська сільська рада) — входит в состав
Городнянского района
Черниговской области
Украины.
Административный центр сельского совета находится в 
с. Ильмовка
.

## Населённые пункты совета
- с. Ильмовка
- с. Ближнее
- с. Карповка
- с. Марочкино
- с. Мосты
- с. Свитанок